# Giada Greggi
Giada Greggi (* 18. Februar 2000 in Rom) ist eine italienische Fußballspielerin.

## Karriere

### Klub
Sie begann ihre Karriere ab 2014 bei RES Roma, wo sie mit 14 Jahren in der Saison 2014/15 zu ihrem Serie-A-Debüt kam. Hier kam sie in den folgenden Jahren dann immer wieder auch mit zum Einsatz, war aber auch noch in der Jugend aktiv. Im Jahr 2018 wurde der Ligaplatz und die Mannschaft an die AS Rom verkauft, womit sie ab der Saison 2018/19 nun für diese auflief. Dort hatte sie auch einige Einsätze, kam in der folgenden Spielzeit unter anderem aufgrund einer Kreuzbandverletzung dann auch in der Saison 2020/21 zu nur wenigen Einsätzen. Seit der Folgesaison ist sie aber wieder unangefochtene Stammspielerin.

### Nationalmannschaft
Mit der U17 nahm sie im März 2016 an der Qualifikation für die Europameisterschaft 2016 teil, nach erfolgreicher Qualifizierung war sie dann auch bei der Endrunde dabei und kam hier in jeder Partie zum Einsatz. Später im Jahr nahm sie dann auch noch an der Qualifikation zum nächsten Turnier teil. Mit der U19 folgte im nächsten Jahr aber auch die Qualifikation für die Europameisterschaft im Jahr 2018, bei der Endrunde kam sie auch wieder in allen Spielen zum Einsatz.
Am 8. Oktober 2019 kam sie dann zu ihrem Debüt für die A-Nationalmannschaft. Bei einem 2:0-Sieg über Bosnien und Herzegowina während der Qualifikation für die Europameisterschaft 2022 wurde sie zur 79. Minute für Martina Rosucci eingewechselt. Bei ihrem nächsten Einsatz ein paar Wochen später kam sie dann auch zu ihrem Treffer. Im Jahr 2021 folgten dann noch weitere Freundschaftsspieleinsätze sowie die Qualifikation für die Weltmeisterschaft 2023. Für die EM wurde sie aber nicht nominiert.
Am 2. Juli 2023 wurde sie dann schließlich für den finalen Kader bei der Weltmeisterschaft 2023 nominiert. Dort kam sie im ersten Gruppenspiel, bei einem 1:0-Sieg über Argentinien, dann auch mit einer Einwechslung in der 58. Minute für Arianna Caruso zu ihrem Turnier-Debüt.
Am 24. Juni 2025 wurde sie für den EM-Kader nominiert.

## Erfolge
- Italienische Meisterin: 2022/23, 2023/24
- Italienische Pokalsiegerin: 2020/21, 2023/24
- Italienische Supercupsiegerin: 2022
- Premio Bulgarelli Number 8: 2023/24
- Team des Jahres der Serie A: 2022, 2023, 2024